# 関西コミティア
関西コミティア（かんさいコミティア）とは、年3回（1月、5月、10月）に関西で開催されている創作系（オリジナル）ジャンル限定の同人誌即売会である。インテックス大阪または京都パルスプラザで開催されている。
2024年現在、コミティアの姉妹イベントである「地方コミティア」としては最大の規模を誇り、また関西地区における創作オンリーの即売会としても最大の規模となっている。

## 歴史

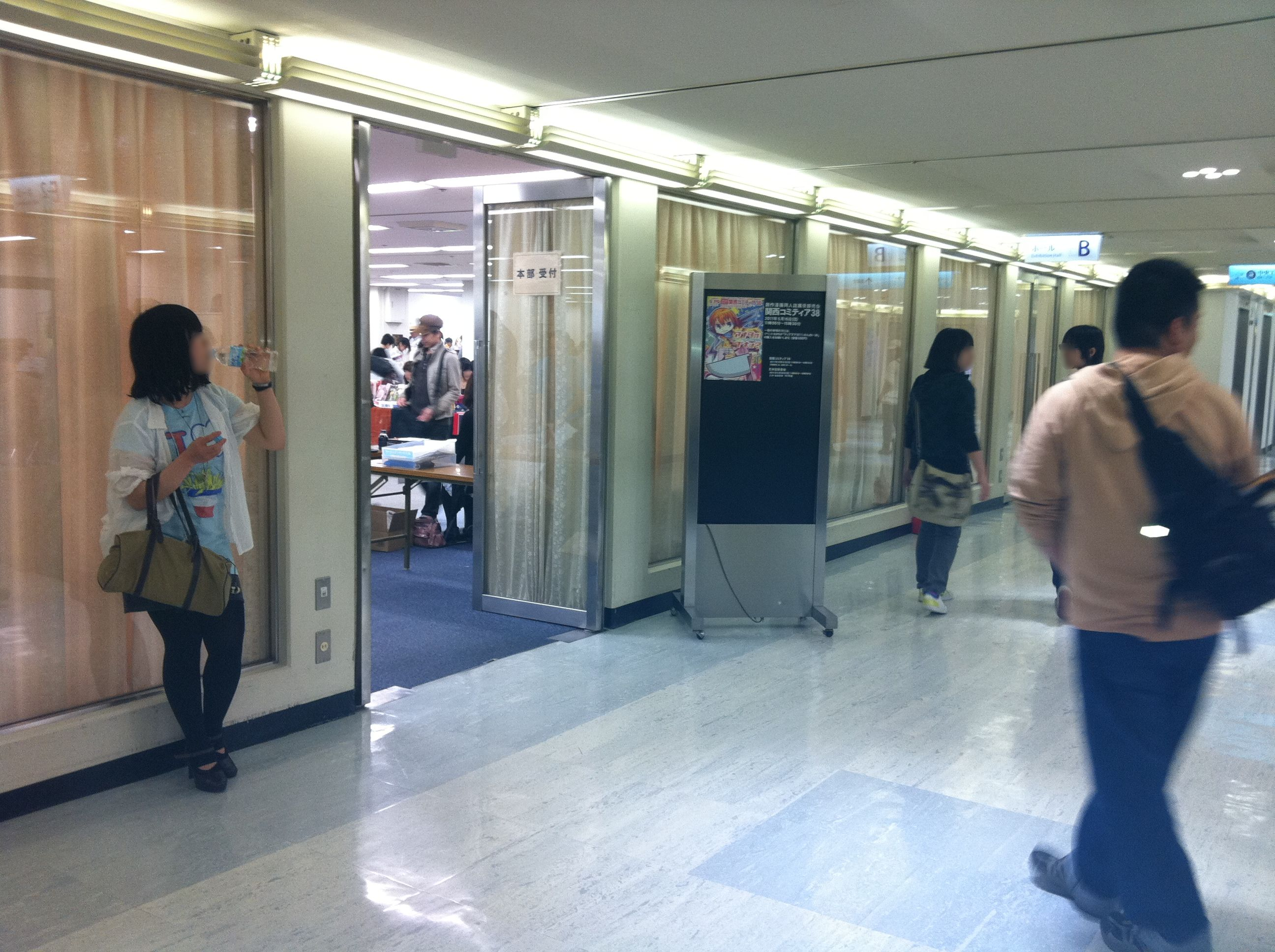
天満橋OMMビル時代の「関西コミティア38」（2011年5月）

1993年4月、「コミティアin大阪」として浪速地所本社浪速ビル貸スペース「スペース・ヌゥー」で第1回が開催。
1994年9月の第4回より神戸サンボーホール（神戸市）で開催。1995年3月に開かれるはずだった「コミティアin大阪5」は、サンボーホールが震災復興のために供用されたことによって中止となり、8月に改めて新大阪センイシティー（大阪市）で開催。その後は新大阪センイシティーおよび復旧したサンボーホールのどちらかで開催され、1997年5月にサンボーホールで開催された第10回をもって「関西コミティア」に名称変更（同時に、『ティアズマガジンおおさか』も『ティアズマガジンかんさい』に誌名を変更）。
「創作メイン」という点では、同時期に神戸市内で開催されていた創作オンリーイベント「そうさく畑」と似たような趣旨だったが、1999年開催の「関西コミティア14」および「関西コミティア15」ではチラシに村田蓮爾を起用するなど、東京のコミティアの姉妹イベントとしての性格は明確だった。東京のコミティアで頒布された東京の作家の同人誌が委託頒布されるコーナーもあった。250スペース規模。
規模の拡大に伴い、2006年6月の「関西コミティア28」より大阪OMMビル2階Aホールにて開催。センイシティーと比べて会場はそれほど広くなったわけではなかったが、2006年10月開催の「関西コミティア29」よりA・Bホールぶち抜きで使い、かなり広くなった。400スペース規模。
2010年5月の「関西コミティア36」より雑誌出張編集部が初出展。この頃には700スペース規模まで拡大。この回より天満橋OMMビル2階展示ホールA・B・Cぶち抜きで開催し、スペースにややゆとりが生まれたが、しかし次第に3ホールぶち抜きでも収まらなくなり、2016年には落選者が出るようになった。
2017年5月の「関西コミティア50」では50回記念としてインテックス大阪で初開催。1500スペース規模。
2019年より年3回開催になる。

## 参照
1. ↑  地方コミティア COMITIA
2. ↑  北は北海道から南は九州まで、広がるコミティア全国ネットワーク COMITIA